# Manga Media
Manga Media (officiellt Manga Media i Stockholm AB) var ett samföretag mellan det svenska Bonnier AB (genom Bonnier Carlsen) och Full Stop Media (från 2005/2006 Schibsted-koncernen genom dess svenska förlag Schibsted Förlagen AB). Manga Media utgav åren 2003–2009 tre tidningar med japanska serier: Manga Mania, Shonen Jump och Shojo Stars. Anna Ekström var VD. Förlaget upplöstes efter 2008.

## Manga Mania
Manga Mania startades i samarbete med förlaget Kōdansha hösten 2003. Under första året kom fyra nummer ut och följande år tio nummer. Förutom manga hade man med bland annat nyheter, artiklar, topplistor, olika tips, språkhörna och avdelningen "Vår kvinna i Tokyo". Åren 2003–2005 hade Manga Mania en norsk systertidning. På grund av sviktande försäljning, vilket berodde på oklar målgrupp, upphörde Manga Mania efter nummer 8/2007. Totalt gavs 42 nummer ut under de fyra åren.

### Tidigare serier
- Blade of the Immortal (avbruten efter bok 1?)
- Love Hina (avbruten efter bok 7; avslutad i pocketform)
- Chobits (avbruten efter bok 6; avslutad i pocketform)
- Power!! (avbruten efter bok 5; avslutad i pocketform)
- Puppet revolution (seriestripp, avbruten)
- Skrotbilsdagboken (seriestripp, avbruten)
- Tokyo by night (serienovell, avslutad)

### Serier i sista numret
- Air Gear (kapitel 35 i bok 5)
- GTO (kapitel 70 i bok 9)
- Negima (början av kapitel 48 i bok 6)
- School Rumble (kapitel 54 i bok 4)
- Wolf's Rain (avslutad i sista numret)

## Shonen Jump
Shonen Jump startades i samarbete med förlaget Shueisha hösten 2004. Förebilden var Shūkan Shōnen Jump, en serietidning med en veckoupplaga på 3 miljoner exemplar hemma i Japan. Shonen Jump kom ut månatligen (12 nr/år) och, som det framgick av titeln, koncentrerade man sig på shōnenmanga. Men tidningen innehöll även nyheter, tävlingar och kurser i hur man lär sig rita manga. Åren 2005–2007 hade svenska Shonen Jump en norsk systertidning. Efter totalt 36 nummer upphörde Shonen Jump i och med nummer 11/2007. En obekräftad uppgift gör gällande att Shueisha dragit in licensen för den svenska utgivningen eftersom man inte kunnat motsvara förlagets rätt höga lönsamhetskrav kopplade till "varumärket".

### Tidigare serier
- Sandland
- Romance Dawn (en annan variant på serien One Pieces början)

### Serier i sista numret
- Bleach (kapitel 27 i bok 4)
- Naruto (kapitel 94 i bok 11)
- Rurouni Kenshin (kapitel 61 i bok 8)
- Shaman King (kapitel 82 i bok 10)
- Yu-Gi-Oh! (kapitel 253 i bok 29)

## Shojo Stars
Shojo Stars startades i samarbete med förlaget Hakusensha hösten 2007. Shojo Stars, vars japanska systertidning heter Hana to Yume (på svenska "blommor och drömmar") kom ut månatligen. och som framgick av titeln, koncentrerade man sig på shōjomanga. Förutom manga innehöll tidningen även nyheter, artiklar, tävlingar och blandat innehåll som horoskop, sudoku, fanart, spelforum och ett uppslag med en känd illustratör/modell – Kumako. Till en början låg tidningens upplaga på 20 000 ex, vilket successivt minskades ner till 6 000 ex, vilket var en ohållbar nivå där tidningens intäkter inte motsvarade produktionskostnaderna. Därför lades tidningen ner efter det 24:e numret, septembernumret 9/2009.

### Tidigare serier
- Godchild (avbruten efter kapitlet "Scold's Bridle", del 1 av 2 i bok 1; avslutad i pocketform)
- Skip Beat! (avbruten efter bok (?); serien utkom i pocketform under 2009 där blott 6 delar hann ges ut)

### Serier i sista numret
- Fruits Basket (kapitel 45 i bok 8)
- Gakuen Alice (kapitel 33 i bok 6)
- Vampire Knight (kapitel 19 i bok 4)
- W Juliet (kapitel 3 i bok 7)